# Rüstem Paša
Rüstem Paša, také Rüstem Paşa Opuković, Rüstem Paşa Čigalić, Damat Rüstem Paşa (1500 nebo 1507 Butmir, Sarajevo  – 10. července 1561 Istanbul) byl za vlády sultána Sulejmana I. 38. a 40. velkovezírem (sadrazam) Osmanské říše, vrchním velitelem (serasker) osmanských vojsk a sultánovým zetěm (dāmād) chorvatského původu. Byl bratrem osmanského velkoadmirála Sinana Paši 

## Vzdělání a kariéra
Pocházel z velmi prostých poměrů, jako dítě nalezl existenční zajištění v osmanské armádě. Později byl přijat do Enderunu, školy pro vojáky, správní úředníky a státní hodnostáře, která byla součástí paláce Topkapı (byla založena jako multikulturní vzdělávací systém; vyučovala se zde teologie, matematika, ekonomie, historie, práva, strategie, ale i filozofie, literatura a hudba). Při konvertování k islámu mu bylo dáno jméno Rüstem, tedy „bojovník“, „ten, který nezná strach“. V roce 1526 se zúčastnil bitvy u Moháče jako silāḥdār (jízdní obrněnec a zbrojíř).  Silahtarové byli elitní částí osmanské armády, v bitvě obklopovali sultána jako jeho osobní garda. Jejich členem se mohl stát jen ten, kdo prokázal mimořádnou odvahu a spolehlivost. Brzy nato byl Rüstem jmenován správcem sultánových stájí a vrchním štolbou (mirahur-i evvel ağa, rikâb-dâr), měl významné hospodářské pravomoci a doprovázel sultána na cestách. 

## Fakta a mýty
Smrt Ibrahima Paši
V té době také Sulejman pověřil Rüstema výchovou svých synů Mehmeda, Selima, Bayezida a Cihangira – byl tak sultánově rodině tak blízko jako velkovezír Ibrahim Paša a je možné předpokládat určitou rivalitu i to, že sultánova manželka Hürrem Sultan využila Rüstema jako spojence v mocenské hře. Okolnosti Ibrahimovy smrti (1536) byly ale mnohem složitější. Osudným se mu stala zejména tajná jednání s vyslanci jiných mocností a to, že během perského tažení používal titul a pečeť „Sultán Ibrahim“. 
Podle legendy Rüstem připravil pád Ibrahima Paši, aby sám vzápětí zaujal jeho místo. To ale nebylo možné. Podmínky jmenování hodnostářů byly totiž jasně stanoveny řádem a důsledně dodržovány. Velkovezíra mohl nahradit jen první vezír a tím byl v té době Albánec Ayas Mehmed Paša. Když v roce 1539 při morové epidemii zemřel a jeho nástupce Mustafa Paša také už nebyl naživu, stal se velkovezírem sultánův švagr Çelebi Lütfi Paša. Ten byl v roce 1541 Sulejmanem pro nevhodné chování suspendován a poslán do vyhnanství a na jeho místo nastoupil Hadim (eunuch) Süleyman Paša. O tři roky později došlo během zasedání divanu k prudké hádce mezi ním a prvním vezírem Hüsrevem Pašou. Sultán Sulejman oba poslal do vyhnanství a novým velkovezírem jmenoval dosavadního druhého vezíra: Rüstema. Stalo se tak 28. listopadu 1544, osm let po Ibrahimově smrti. Rüstem tedy nepřeskočil jediný stupínek a jeho kariéra se odvíjela přesně v souladu s platným řádem: od mirahura přes sandžakbeje Teke, bejlerbeje Diyarbakıru až po místodržícího Anatolie v roce 1538 (tehdy jedna ze dvou nejvýznamnějších administrativních oblastí osmanského státu; téměř celé území dnešního Turecka).
Smrt Şehzade Mustafy
Zjednodušeně bývá interpretován i Hürremin a Rüstemův podíl na smrti Sulejmanova syna Mustafy. I v tomto případě předcházel dlouholetý boj o moc mezi otcem a synem, vedoucí nutně k dvojvládí a vnitřní destabilizaci státu, podporované zahraničními mocnostmi (především císařem, Benátkami a perskými Safíovci).  Zlomovým okamžikem byl pokus části armády izolovat stárnoucího sultána v Dimetoce (řecky: Didymóteicho) a nastolit Mustafu na trůn. Mustafova tajná korespondence s Peršany nesoucí jeho pečeť a podpis „Sultán Mustafa“ je dodnes součástí archivu v Topkapı. Sulejman měl jistě na paměti i boj mezi jeho otcem Selimem a dědem Bayezidem, který skončil Bayezidovým sesazením a jeho smrtí v roce 1512. Proto své rozhodnutí o Mustafově osudu konzultoval – tak jako v případě Ibrahim – s tehdy nejvyšší právní autoritou Ebussuudem Efendim.  
V roce 1552, kdy se chystalo tažení proti Peršanům, jmenoval Sulejman Rüstema seraskerem (vrchním velitelem) osmanských vojsk. Část armády podporující Mustafu toto jmenování odmítla a zpochybnila tím i Sulejmanovu autoritu. Sulejman poté výpravu přesunul na následující rok „s ohledem na blížící se zimu“. V září 1553 povolal Mustafu do vojenského tábora v údolí Ereğli u Konye a dal ho popravit. Není jasné, zda toto rozhodnutí ovlivnila i smrt Sulejmanova oblíbence, Hürremina syna Mehmeda, který zemřel přesně o deset let dříve, poté co se stal místo Mustafy sandžakbejem v Manise.
Protože část armády před perským tažením neuznala Rüstema jako vrchního velitele, mluví některé dobové prameny o jeho neschopnosti velet.  Podobnému odporu musel čelit i Rüstemův bratr Sinan ve své funkci admirála osmanského loďstva, ačkoli do roku 1553, kdy zemřel, dosáhl řady vítězství u břehů Afriky a Itálie a francouzští současníci ho líčí jako „schopného válečníka s ušlechtilým srdcem“ . Podle některých historických pramenů nebyla příčinou odporu vůči oběma bratrům jejich nekompetentnost, ale Rüstemova snaha reformovat nákladný armádní systém tak, aby byl efektivnější a snáze kontrolovatelný. 
Po Mustafově popravě došlo ke vzpouře části armády, především v jeho sandžaku Amasya. Sulejman vzhledem ke své ještě neupevněné pozici proto Rüstema obětoval a v říjnu 1553 jmenoval velkovezírem Albánce Kara Ahmeda Pašu.  Zajímavé ale je, že Rüstemovi ponechal ostatní pravomoci a v roce 1554 ho pověřil, aby koncipoval smlouvu s Peršany, která za výhodných podmínek stabilizovala osmanskou východní hranici. Ani ne za dva roky, 29. září 1555, Rüstem opět zaujal své místo. Tentokrát byl velkovezírem až do své smrti v roce 1561. Vládl tak déle než Ibrahim Paša a většina jeho předchůdců i nástupců. 

## Osobní život
Důležitým mezníkem v Rüstemově životě byl sňatek s jedinou sultánovou dcerou Mihrimah, uskutečněný z rozhodnutí Sulejmana v listopadu roku 1539. Byl jistě především mocenskou aliancí, spekuluje se o intrikách haseki Hürrem Sultan a o tom, že jako Sulejmanův zeť (dāmād) získal Rüstem výsadní postavení u dvora. Sultánovo rozhodnutí bylo ale zároveň projevem velkého uznání a důvěry. Rüstem v té době už osvědčil své mimořádné schopnosti ve správní a finanční sféře jako třetí vezír a bejlerbej Anatolie. Sultán si ho vážil jako vychovatele svých synů i pro jeho loajalitu a bystrý úsudek. Sňatek s Mihrimah byl jen logickým potvrzením této skutečnosti. Také Rüstemův tehdy už značný majetek sehrál asi svou roli. Výše mehiru, tedy majetkového vkladu, který přináší ženich do manželství pro svou budoucí ženu, byl v tomto případě víc než úctyhodný. 
Oproti mnoha mýtů kolem tohoto manželství jsou fakta střízlivější a naznačují, že v něm nechyběla úcta a důvěra. Mihrimah čerpala ze zkušeností svého muže v politických a finančních záležitostech a v kritických okamžicích ho bezvýhradně podporovala. Dokazuje to i dopis, který napsala otci v období, kdy byl Rüstem po Mustafově smrti v roce 1553 zbaven úřadu velkovezíra a žil v nemilosti v Üsküdaru.
Na rozdíl od vztahu Sulejmana a Hürrem, o kterém se můžeme mnoho dozvědět z jejich rozsáhlé korespondence, dokumentují manželství Mihrimah a Rüstema především činy. Tak víme, že Rüstemův bratr Sinan byl roku 1553 pohřben v mauzoleu üsküdarské mešity Mihrimah Sultan – obdivuhodný důkaz manželské solidarity v době, kdy Rüstemova existence, nejen ta politická, visela na vlásku. Dalším důkazem je nadační listina Rüstema Paši z roku 1561, v níž ustanovuje Mihrimah jako vykonavatelku své poslední vůle a také jako svou následnici ve funkci správce nadačního fondu (vakıfu) Hürrem Sultan.  Odkázal jí i většinu svého jmění s přáním, aby realizovala některé jeho charitativní projekty a stavbu mešity nesoucí jeho jméno, která byla největším snem posledních let jeho života. Mešita patří ke skvostům architektury Velkého století.
V protikladu k fabulacím televizních seriálů není v životě Mihrimah Sultan doložen jiný muž než Rüstem. Historické prameny zmiňují ale v souvislosti s její charitativní činností architekta Mimara Sinana. Pro Mihrimah, Sulejmana a Rüstema Pašu vytvořil svá nejkrásnější díla, většinou nadační stavby religiózně sociálního charakteru, külliye. První takový komplex, Mešita princů (Şehzade Camii), objednaný samotným panovníkem, byl věnován památce Sulejmanova a Hürremina syna Mehmeda. Stavěl se v letech 1543–48 a je považován za jeden z nejkrásnějších Sinanových projektů vůbec. Dalšími proslulými nadačními díly jsou Süleymaniye (1550–58), Rüstempaşa Camii (1561–63?) s nádhernou majolikovou výzdobou z Izniku, Mihrimah Sultan İskele Camii v Üsküdaru (v asijské části Istanbulu, 1543–1548) a mešita Mihrimah Sultan u Edirnské brány (Edirnekapı Camii, v evropské části Istanbulu, 1562/63–1565 nebo 1570). 
Mihrimah ovlivňovala, především v pozdějším věku, politická rozhodnutí svého otce a také svého bratra Selima, ale vždy zůstávala v pozadí. Manželství s Rüstemem bylo pro ni v tomto ohledu velkou školou. Přispělo jistě i k její schopnosti zacházet s financemi – jak při správě a zakládání nadačních fondů, tak i při podporování některých otcových a bratrových záměrů z jejích vlastních prostředků. Tím zároveň vždy upevňovala své postavení v mocenské hierarchii.
O dětech Mihrimah a Rüstema Paši mnoho nevíme. Nejpodrobněji se píše o jejich dceři Ayşe Hümaşah (Ayşe Hanım Sultan), narozené roku 1541. Její potomci, Rüstemovi vnuci a pravnuci, už ale do dějin osmanského státu nijak výrazněji nezasáhli. Jeden ze synů Mihrimah a Rüstema je pohřben vedle svého otce v jeho mauzoleu v zahradě Mešity princů (Şehzade camii). Zemřel o rok dříve než jeho otec při epidemii. Dva bezejmenné hroby v mešitě Mihrimah Sultan v Üsküdaru připomínají další syny, snad Murada (narozen 1545) a Mehmeda (1547). Vedle nich je i hrob Osmana Beye, Rüstemova syna z předchozího manželství (jméno jeho matky není známé). 

## Osobnost, zásluhy o stát
Rüstem bývá zmiňován jako rozporuplná osobnost. Rozporuplné jsou ale spíš její interpretace v historických pramenech, což není neobvyklé. Na počátku byl oslavován jako „slunce, které dalo znovu rozkvést celé říši“. Hodnocení se ale prudce změnilo po Mustafově popravě, především díky elegii a pamfletům Mustafova chráněnce Taşlıcalıho Yahyi Beye. Taşlıcalıho pamflety o „ďáblovi“ Rüstemovi citovali ve svých zprávách z Istanbulu i diplomaté jako císařský velvyslanec Ogier Ghislain de Busbecqs nebo Benátčan Bernardo Navagero. Jean Chesneau, sekretář francouzského velvyslance Gabriela d'Aramon, naopak o Rüstemovi napsal: „Je to muž, který se svým nadáním a vůlí vypracoval z ničeho, zaujme bystrým pronikavým úsudkem a ušlechtilým chováním, při jednáních je klidný a věcný, ač ve svých názorech pevný.“ Chesneau chválí i velkovezírovu oddanost Sulejmanovi a jeho diplomatické schopnosti. Nejobsáhlejší historický pramen, známá Historie Osmanů od İbrāhīma Peçevī, vydaná roku 1641, čerpá z Taşlıcalıho. Připouští ale, že Rüstem pozvedl ekonomiku osmanského státu, stál vždy věrně po boku Sulejmana a nevystavoval na odiv své bohatství a moc. Pozdější historikové 17. a 18. století mluví o Rüstemovi jako o jednom z pilířů státu.
Naznačují také, proč Rüstem získal už v mladém věku sultánovu důvěru, stal se vychovatelem jeho dětí a nakonec i manželem jeho jediné dcery Mihrimah. Tato důvěra vznikla dřív, než Rüstema začala podporovat Hürrem, a zřejmě k ní přispělo i to, že si ho vážil Ebussuud Efendi, později nejdůležitější autorita osmanského zákonodárství a duchovního života. Také Rüstem byl sunitou, nejbližší mu ale bylo učení sufijského řádu Nakšbandíja, který hlásal očištění sebe sama od „pout nevědomosti, pověr, dogmatismu, sobectví a fanatismu, pout daných sociálním původem, rasou nebo národností“, to vše cestou sebepoznání, vnitřní koncentrace a asketismu. Smyslem života jedince je sloužit celku.
Dalším a pro sultána možná nejcennějším Rüstemovým kladem byly jeho mimořádné schopnosti finančníka a národohospodáře. V době, kdy neustálé válečné výpravy a armádní moloch stejně jako stále nákladnější udržování sultánova dvora a protekcionismus téměř zruinovaly osmanskou státní pokladnu, dokázal Rüstem stabilizovat hospodářství, vybudovat nové obchodní cesty, vodovodní systémy v Istanbulu, Mekce a Jeruzalému, podporovat zemědělství, zakládat nová centra obchodu a výroby (mj. hedvábnické manufaktury v Burse a v Istanbulu), sociální a vzdělávací instituce. Jako vůbec první z velkovezírů k tomu velkou měrou přispíval i z vlastních prostředků. Svědčí o tom nadační listiny z let 1544, 1557, 1560, 1561 a posmrtně 1570 (péčí Mihrimah). Na Rüstemových pozemcích vznikaly veřejně prospěšné stavby: mosty a komunikace osvobozené od cel, sýpky, kryté tržnice (Sarajevo) a karavanseraje, mlýny, pekárny, koželužny, veřejné kašny a lázně, hospice, konventy, školy. Jejich provoz byl z velké části financován z pronájmu Rüstemových nemovitostí. Krom toho se ve státní pokladně nalezly i peníze na výstavbu sultánova snu, komplexu Süleymaniye, i dalších duchovních a sociálně prospěšných staveb.
Největším Rüstemovým diplomatickým úspěchem bylo v roce 1547 podepsání smlouvy s králem Ferdinandem I. a císařem Karlem V. Potvrdila dosavadní Sulejmanovy územní zisky a roční tribut 30 000 dukátů ve prospěch osmanské pokladny. Tento stav trval až do tzv. Pražského míru v roce 1562 (Declaratio et confirmatio conditionum pacis cum Turchis). Habsburkové se několikrát pokoušeli smlouvu zvrátit, ale „vždy narazili na odpor velkovezíra, s nímž se nedalo vyjednávat“. Rüstem navrhl také smlouvu s Peršany (1554) a zasloužil se o řadu obchodních smluv s Evropou a Indií. Zavedl poplatek, který museli hodnostáři zaplatit při svém uvedení do funkce, a pokusil se o reformu tzv. tîmâru, ta ale narazila na tvrdý odpor armády a nikdy se neuskutečnila.
Rüstem Paša zemřel 10. července roku 1561 v Istanbulu na hydrocephalus, způsobený zřejmě nádorem. V souladu s jeho přáním byl jeho obrovský majetek sepsán a většinou postoupen státu a nadacím. Vykonavatelkou své vůle a správkyní nadace Hürrem Sultan ustanovil Rüstem svou ženu Mihrimah. Správou svých vlastních charitativních fondů pověřil dceru Ayşe Hümaşah. Mihrimah dohlížela i na dostavbu mešity nesoucí jeho jméno (Rüstempaşa Camii, autor Mimar Sinan). Protože nebyla dokončena za jeho života, byl pohřben v mauzoleu postaveném Mimarem Sinanem v zahradě Mešity princů (Şehzade Camii), vedle mauzolea Sulejmanova a Hürremina syna, prince Mehmeda.

## Ohlasy v umění
Životní příběh Rüstema byl, počínaje Taşlıcalıho Elegií a encyklopedií Süleymanname, několikrát námětem literárního a filmového zpracování, nejnověji v tureckém seriálu Velkolepé století (Muhteşem Yüzyıl, 2011–2014).
Interpretace herce Ozana Güvena zde podle kritiky daleko přesáhla žánrový rámec seriálu a vytvořila jednu z psychologicky nejzajímavějších postav, hodnou rozměrů velkého klasického dramatu. 